# مسحوق الخمس بهارات

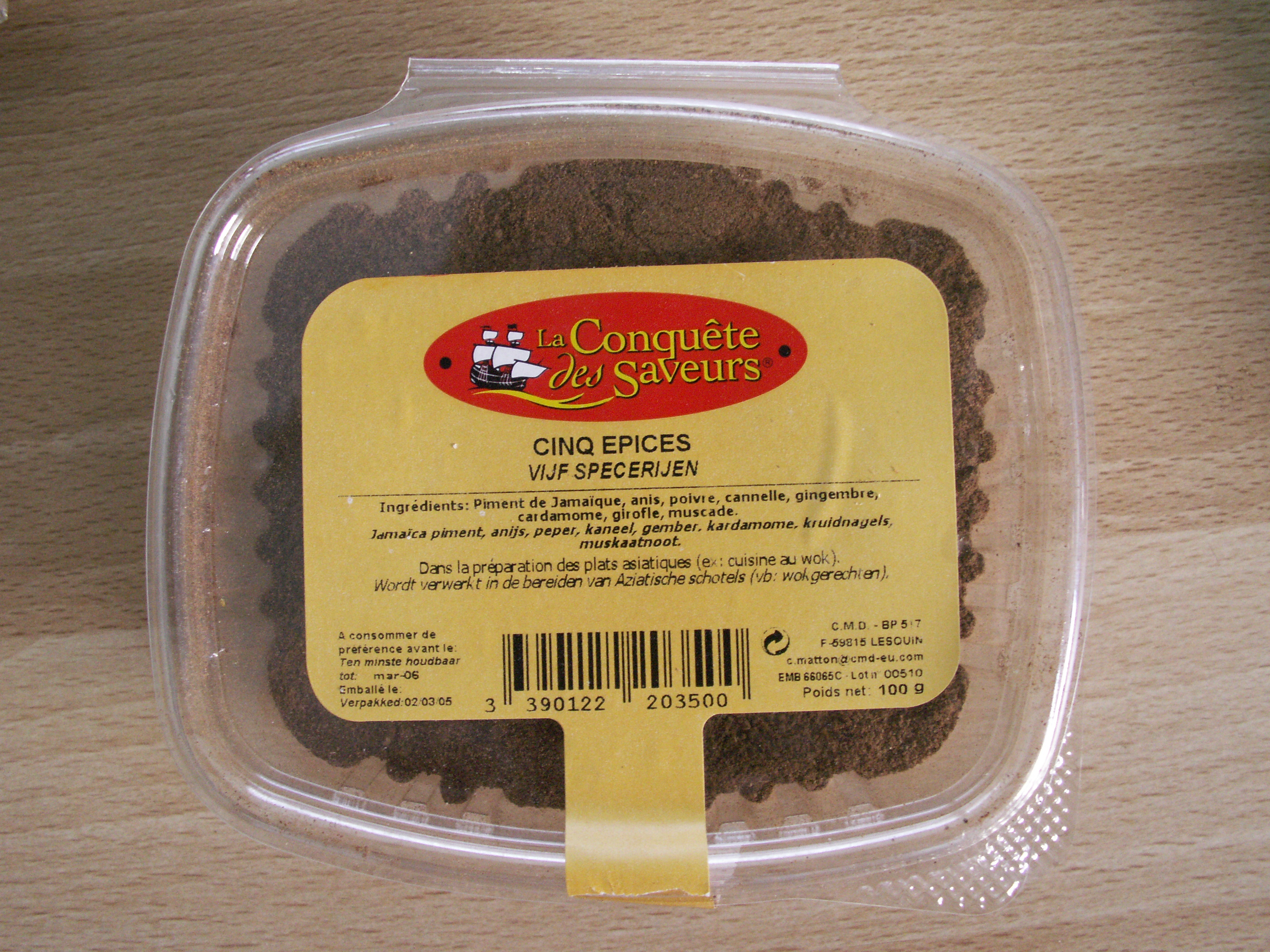
Five-spice powder

مسحوق التوابل الخمسة (بالإنجليزية: Five-spice powder) (بالصينية:五香粉) هو خليط من خمسة أنواع من التوابل (الفلفل الأسود و الشمر و كبش قرنفل و القرفة و الينسون الحار) تستخدم في المطبخ الصيني.

## الاستخدام
يتم استخدامه في بعض الوصفات من المأكولات الكانتونية مثل البط المشوي ولحم البقر مطهو ببطء.وإنتشر خليط من خمسة أنواع التوابل الصينية في جميع أنحاء العالم، وكما تم دمجها في بعض الأطباق من المأكولات الآسيوية. يتم استخدام التوابل في المطاعم وعند عمل المأكولات المنزلية. وفي بعض المطاعم توضع هذه التوابل على الطاولة.